# Nogent-le-Phaye
Nogent-le-Phaye är en kommun i departementet Eure-et-Loir i regionen Centre-Val de Loire strax norr om centrala Frankrike. Kommunen ligger i kantonen Chartres-Sud-Est som tillhör arrondissementet Chartres. År 2022 hade Nogent-le-Phaye 1 463 invånare.

## Befolkningsutveckling
Antalet invånare i kommunen Nogent-le-Phaye
Referens:INSEE